# آنجی سپدا
آنجی سِـپدا (اسپانیایی: Angie Cepeda‎؛ زادهٔ ۲ اوت ۱۹۷۴) بازیگر اهل کلمبیا است. وی از سال ۱۹۹۲ میلادی تاکنون مشغول فعالیت بوده‌است.
از فیلم‌ها یا برنامه‌های تلویزیونی که وی در آن نقش داشته است می‌توان به عشق سال‌های وبا و یک شب در مکزیک قدیمی اشاره کرد.